# Deutscher boxer
Il boxer è una razza canina appartenente alla famiglia dei Molossoidi. Affonda le sue radici in Germania dove, intorno al 1870, alcuni cinofili di Monaco di Baviera tentarono l'incrocio tra il Bullenbeisser e l'Old English bulldog. Nel 1895 fu iscritto ai registri genealogici il primo esemplare di boxer di nome Flocki.

## Storia
Il boxer venne selezionato al principio del XX secolo a partire dal Bullenbeisser, il mastino tedesco, tramite l'incrocio della razza teutonica con l'Old English bulldog

## Descrizione
Gli esemplari di questa razza hanno un fisico da galoppatore con un'ossatura forte e una muscolatura asciutta, molto sviluppata, che tuttavia non rende il cane tozzo. L'altezza ideale al garrese è di 60 cm per gli esemplari maschi e 56 cm per le femmine, mentre Il peso ideale è di circa 30 kg per i maschi e circa 25 kg per le femmine.
Il pelo è raso, lucido e aderente, e presenta tre diverse colorazioni:
- fulvo
- tigrato
- bianco

I soggetti con bianco diffuso su più di un terzo del mantello venivano considerati fuori standard di razza ma, dal 2005, in Italia l'ENCI li include tra i soggetti con pedigree, con divieto di riproduzione. 
Il muso del boxer è corto e largo, detto pafusso, con il tartufo largo e leggermente all'insù; la mandibola molto potente con la chiusura dei denti prognata (la mandibola sporge rispetto alla mascella ed è leggermente ricurva verso l'alto). Gli occhi dei boxer sono scuri, espressivi e non troppo piccoli o sporgenti, in posizione sub-frontale o quasi sub-frontale, le orecchie sono integre, a triangolo e rivolte in avanti.

## Carattere

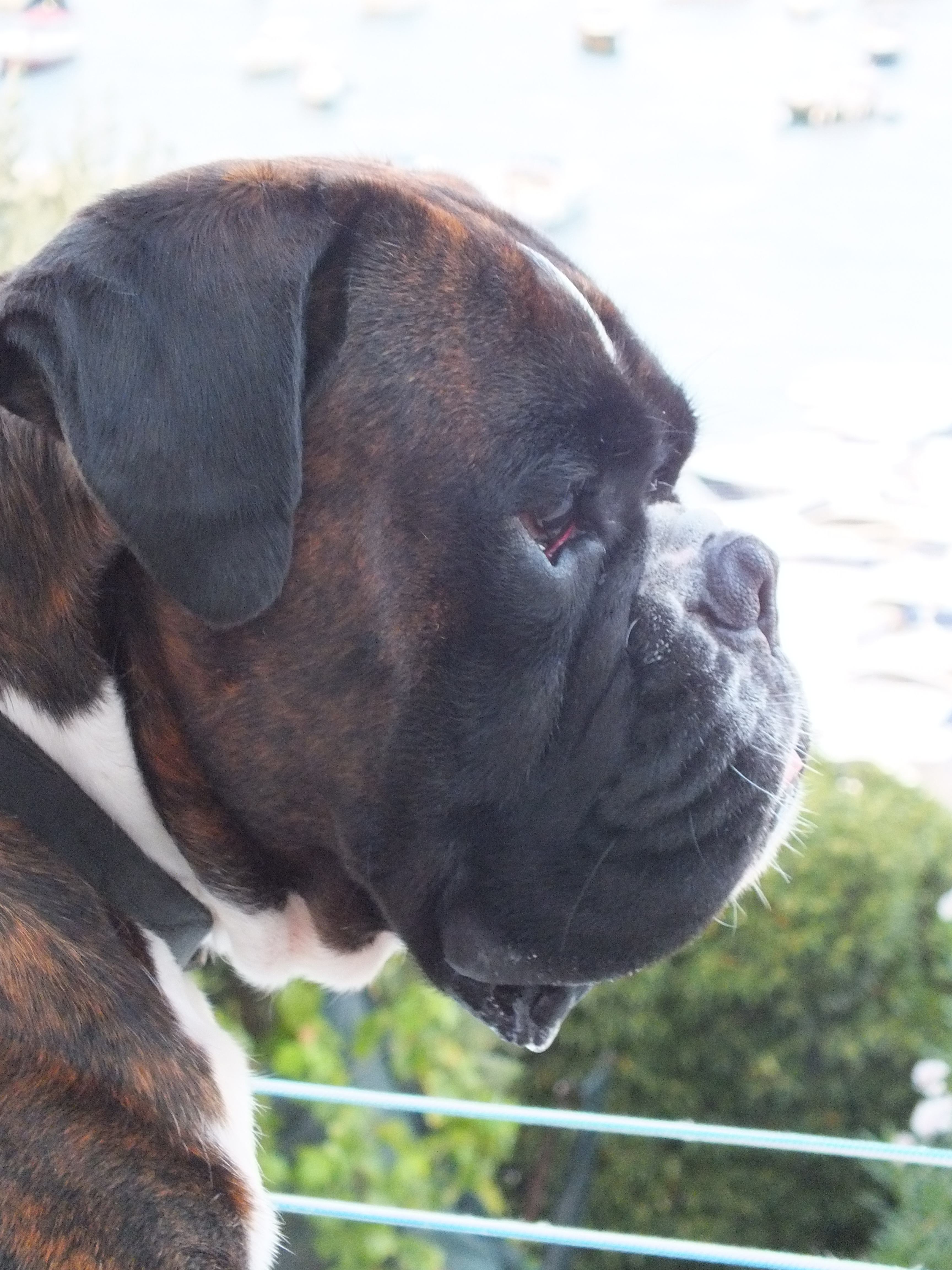
Profilo del muso di un boxer

Sicuro, molto raramente diffidente, di una stabilità caratteriale disarmante, frutto della buona selezione. Una frase può a ragione ben descrivere l'indole giocosa da eterno cucciolone: "Il Boxer muore giocando", a sottolineare come anche in vecchiaia mantenga un'indole molto positiva. Il Boxer è un cane molto affettuoso, leale, socievole e dolce, particolarmente adatto ai bambini, molto protettivo nei loro confronti; esuberante, gran giocherellone, molto curioso, ha un'inarrestabile gioia di vivere. Ottimo cane da compagnia, coraggioso difensore dei membri della famiglia, si presta bene all'addestramento perché grazie alla sua vivacità, se abbinata a metodi non coercitivi, può ottenere grandi risultati in addestramento sportivo e non. Si dice che il Boxer sia un atleta, ma non un culturista, e questa frase può rendere bene l'immagine di una struttura fisica eccezionale, di grande atleticità senza nel contempo risultare pesante, quindi adatta alla funzione di cane da difesa-compagnia.
Tratto dallo standard ufficiale: Il Boxer deve essere saldo di nervi, consapevole di sé, tranquillo ed equilibrato. Il suo carattere è di massima importanza e richiede una avveduta cura. Il suo attaccamento e la sua fedeltà al suo padrone e a tutta la casa, la sua vigilanza e il suo coraggio quale difensore sono da tempo famosi. È innocuo in famiglia, ma diffidente verso gli estranei, è allegro e cordiale nel gioco ma è impavido in situazioni gravi. Si addestra facilmente grazie alla sua disponibilità alla sottomissione, al suo slancio e coraggio, alla sua naturale tempra e al suo fiuto. Dato che non ha pretese ed è pulito, è piacevole e prezioso sia in famiglia che come difensore, accompagnatore o cane di servizio.

## Salute
Come quasi la totalità dei Molossoidi non è una razza longeva: le patologie gravi più frequenti sono di natura cardio-respiratoria, l'insufficienza renale, i tumori. È una delle razze colpite da mielopatia degenerativa del cane, esiste comunque un test del DNA che consente di individuare i soggetti malati e quelli portatori sani. La razza è tradizionalmente amputata, ma lo standard prevede coda e orecchie integre dal 2001.

## Attitudini

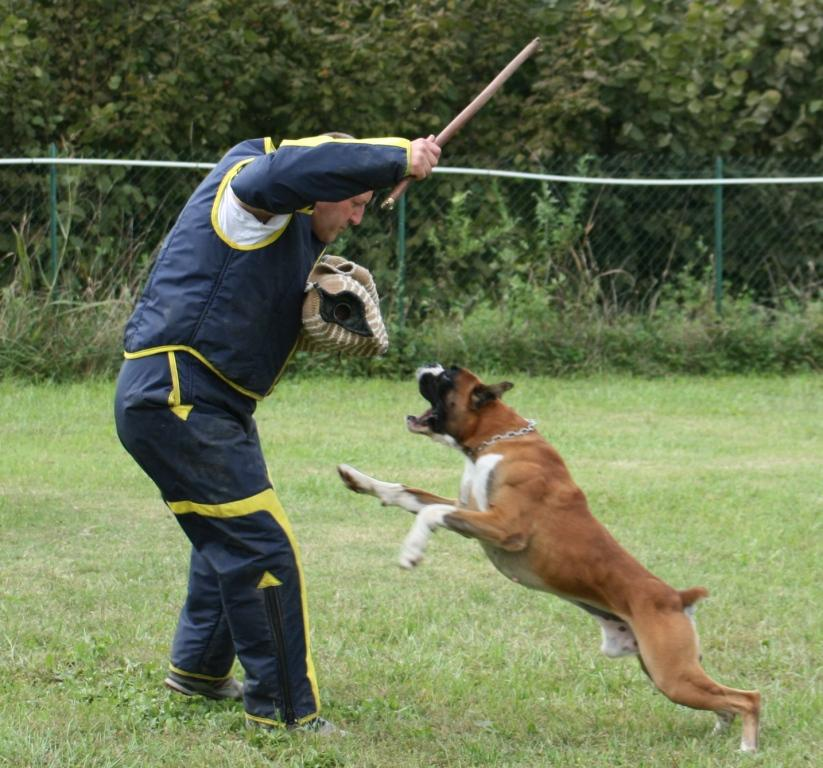
Boxer durante una prova di difesa.

Viene utilizzato come cane da difesa, e come tale partecipa alle prove di utilità e difesa (disciplina che adopera i regolamenti Internationale Prüfungs Ordnung detti I.P.O.), compagnia, ausiliario della polizia, cane da ricerca su superficie/macerie per la Croce Rossa Italiana, guida per non vedenti, vi sono, anche, molti esemplari impiegati nelle attività sportive di agility, obedience e mondioring. Ha un normale bisogno di moto, una o due passeggiate al giorno se vive in appartamento, meno se ha a disposizione un giardino. Ha un fortissimo bisogno del contatto, anche fisico, con il suo padrone.

## Diffusione

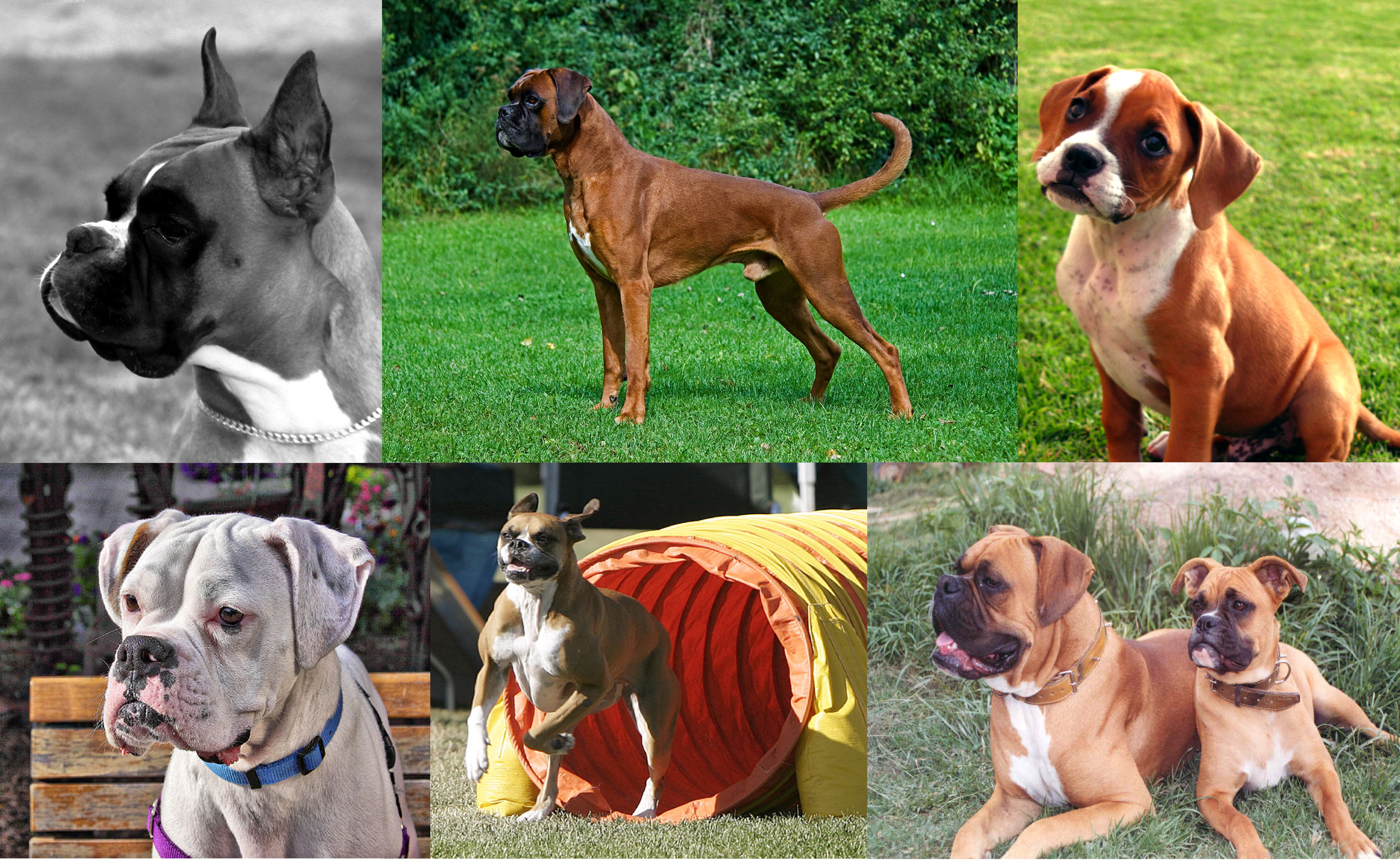
tipi di boxer

Nel 2016 sono risultati iscritti al libro genealogico dell'ENCI 3610 soggetti.